# Teith

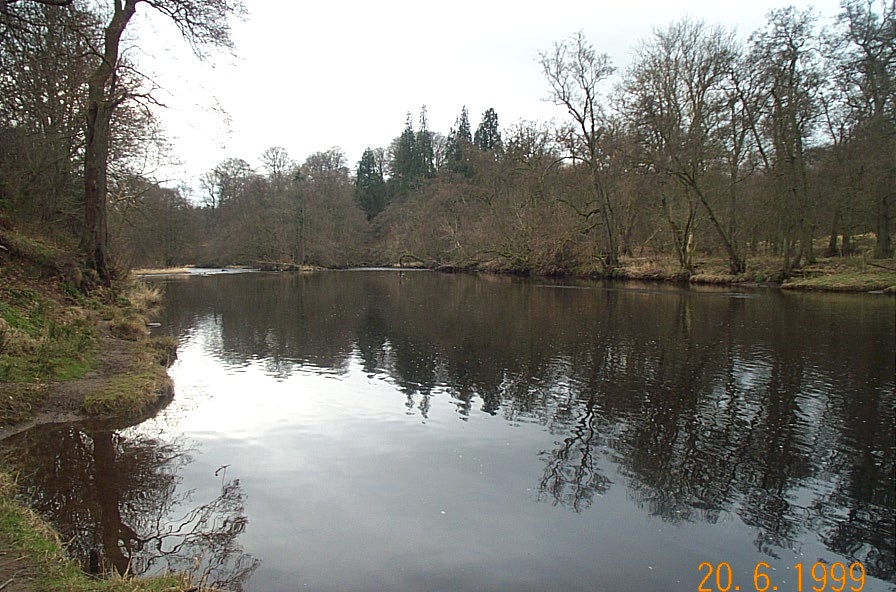
Castle Pool, 2 km w dół z biegiem rzeki od Doune

Teith (gael. Uisge Theamhich) – jeden z dopływów rzeki Forth w Szkocji.
Początek swój bierze w Loch Lubnaig, przepływając następnie przez Callander, Deanston i Doune by w końcu połączyć się z rzeką Forth niedaleko Stirling. Destylernia Deanston niedaleko Doune używa rzeki jako źródło wody przy produkcji whisky.

## Etymologia nazwy
Nazwa rzeki pochodzi od szkockiego gaelickiego Uisge Theamhich, co tłumaczy się na angielski jako "quiet and pleasant water" (pol. cicha i przyjemna woda).